# Satz von Poynting
Der Satz von Poynting (auch Poynting-Theorem genannt) beschreibt die Energiebilanz in der Elektrodynamik. Damit wird der Energieerhaltungssatz auf elektromagnetische Felder verallgemeinert. Seine Formulierung wird dem britischen Physiker John Henry Poynting zugeschrieben. Stark vereinfacht trägt er in sich die Aussage, dass ein elektromagnetisches Feld Arbeit verrichten kann, wenn es dabei „schwächer“ wird. Mathematisch kann er, wie auch die Maxwellschen Gleichungen, sowohl in einer differenziellen als auch in einer integralen Schreibweise angegeben werden. 

## Formulierung
In der differentiellen Form lautet der Satz von Poynting
{\displaystyle -{\frac {\partial u}{\partial t}}={\vec {\nabla }}\cdot {\vec {S}}+{\vec {j}}\cdot {\vec {E}}}.
Dabei bezeichnen:
- {\displaystyle u={\tfrac {1}{2}}({\vec {E}}\cdot {\vec {D}}+{\vec {B}}\cdot {\vec {H}})} die Energiedichte des elektromagnetischen Feldes,
- {\displaystyle {\vec {S}}={\vec {E}}\times {\vec {H}}} den Poynting-Vektor,
- {\displaystyle {\vec {j}}} die elektrische Stromdichte,
- {\displaystyle {\vec {E}},{\vec {H}}} die elektrische beziehungsweise  magnetische Feldstärke und
- {\displaystyle {\vec {D}},{\vec {B}}} die elektrische beziehungsweise magnetische Flussdichte.

In der integralen Form lautet er, nachdem die Volumenintegration über die Divergenz des Poynting-Vektors mithilfe des Satzes von Gauß in ein Oberflächenintegral überführt wurde:
{\displaystyle -{\frac {\partial }{\partial t}}\int \mathrm {d} V\,u=\int \mathrm {d} {\vec {A}}\cdot {\vec {S}}+\int \mathrm {d} V\,{\vec {j}}\cdot {\vec {E}}}

## Herleitung
Ausgangspunkt ist die Energiedichte des elektromagnetischen Feldes
{\displaystyle u={\frac {1}{2}}({\vec {B}}\cdot {\vec {H}}+{\vec {D}}\cdot {\vec {E}})}.
Im Folgenden sei ein lineares und isotropes Medium angenommen, sodass die Zusammenhänge {\displaystyle {\vec {B}}=\mu {\vec {H}}} und {\displaystyle {\vec {D}}=\varepsilon {\vec {E}}} gelten. Dann vereinfacht sich die Energiedichte zu
{\displaystyle u={\frac {1}{2\mu }}({\vec {B}}^{2}+c^{-2}{\vec {E}}^{2})},
wobei {\displaystyle c=1/{\sqrt {\mu \varepsilon }}} die Lichtgeschwindigkeit im Medium ist. Die zeitliche Änderung der Energiedichte ist somit
{\displaystyle {\frac {\partial u}{\partial t}}={\frac {1}{\mu }}\left({\vec {B}}\cdot {\frac {\partial {\vec {B}}}{\partial t}}+c^{-2}{\vec {E}}\cdot {\frac {\partial E}{\partial t}}\right)}.
Nach den Maxwell-Gleichungen gilt {\displaystyle \textstyle {\frac {\partial {\vec {E}}}{\partial t}}=c^{2}{\vec {\nabla }}\times {\vec {B}}-\mu c^{2}{\vec {j}}} (Durchflutungsgesetz) und {\displaystyle \textstyle {\frac {\partial {\vec {B}}}{\partial t}}=-{\vec {\nabla }}\times {\vec {E}}} (Induktionsgesetz). In die obige Gleichung eingesetzt ergibt sich
{\displaystyle {\frac {\partial u}{\partial t}}={\frac {1}{\mu }}\left(-{\vec {B}}\cdot ({\vec {\nabla }}\times {\vec {E}})+{\vec {E}}\cdot ({\vec {\nabla }}\times {\vec {B}})\right)-{\vec {j}}\cdot {\vec {E}}}
und mithilfe der Vektoridentität {\displaystyle {\vec {\nabla }}\cdot ({\vec {E}}\times {\vec {B}})={\vec {B}}\cdot ({\vec {\nabla }}\times {\vec {E}})-{\vec {E}}\cdot ({\vec {\nabla }}\times {\vec {B}})} folgt
{\displaystyle {\frac {\partial u}{\partial t}}=-{\frac {1}{\mu }}{\vec {\nabla }}({\vec {E}}\times {\vec {B}})-{\vec {j}}\cdot {\vec {E}}}.
Durch {\displaystyle {\vec {B}}=\mu {\vec {H}}} und der Definition des Poynting-Vektors {\displaystyle {\vec {S}}={\vec {E}}\times {\vec {H}}} folgt der Satz von Poynting.

## Interpretation
Der Satz von Poynting besagt, dass die Änderung der Energie in elektromagnetischen Feldern in einem Volumen {\displaystyle V}, {\displaystyle \textstyle {\frac {\partial }{\partial t}}\int \mathrm {d} V\,u}, auf zwei Arten geschehen kann: zum einen durch einen Energiestrom über die Grenzen dieses Volumens hinweg, was durch den Divergenz- beziehungsweise Flächenintegral-Term  {\displaystyle \textstyle \int \mathrm {d} {\vec {A}}\cdot {\vec {S}}} ausgedrückt wird; zum anderen durch das Verrichten von Arbeit, ausgedrückt durch den Term {\displaystyle \textstyle \int \mathrm {d} V\,{\vec {j}}\cdot {\vec {E}}}. Letzterer Beitrag wird auch Joulesche Wärme genannt. Dieser Term kann mithilfe des Leistungssatzes wie folgt umformuliert werden: 
{\displaystyle \int \mathrm {d} V\,{\vec {j}}\cdot {\vec {E}}=\int \mathrm {d} V\,{\vec {v}}\cdot \rho {\vec {E}}={\vec {v}}\cdot Q{\vec {E}}={\vec {v}}\cdot {\vec {F}}=P}.
Hierbei wurde die Stromdichte als Produkt der Ladungsdichte {\displaystyle \rho } und der Geschwindigkeit {\displaystyle {\vec {v}}} ausgedrückt, die Ladungsdichte zur Gesamtladung {\displaystyle Q} aufintegriert, das Coulombsche Gesetz angewandt, um die Kraft {\displaystyle {\vec {F}}} auf eine Ladung zu bestimmen, und schließlich der Leistungssatz angewandt, der Kraft und Geschwindigkeit mit der Leistung {\displaystyle P} verknüpft. 

## Eindeutigkeit des Poynting-Vektors
Da nur die Divergenz von {\displaystyle {\vec {S}}} relevant ist, könnte prinzipiell auch die Rotation {\displaystyle {\vec {\nabla }}\times {\vec {f}}}  einer beliebigen Funktion {\displaystyle {\vec {f}}}  zu ihm hinzugefügt werden, da sie unter der Einwirkung der Divergenz verschwindet.  Es gibt also formal unendlich viele vektorwertige Funktionen {\displaystyle {\vec {S}}'={\vec {S}}+{\vec {\nabla }}\times {\vec {f}}}, die den Satz von Poynting erfüllen, aber nur {\displaystyle {\vec {S}}={\vec {E}}\times {\vec {H}}} lässt sich aus den Maxwell-Gleichungen gewinnen und ist damit physikalisch sinnvoll. Eine physikalische Interpretation eines so modifizierten {\displaystyle {\vec {S}}'} als Leistungsfluss ist dann allerdings nicht mehr möglich.

## Beispiel: Ohmscher Widerstand
Betrachtet man einen zylindrischen Leiter mit Radius {\displaystyle R} und Länge {\displaystyle l}, der vom zeitlich konstanten Strom {\displaystyle I} durchflossen wird, wobei über die Länge des Leiters die Spannung {\displaystyle U} proportional zur Länge abfällt. Der Leiter ist also ein Ohmscher Widerstand. Die Oberfläche, auf der der Poynting-Vektor, also die elektrische und magnetische Feldstärke betrachtet wird, ist die Mantelfläche {\displaystyle M} des Zylinders.
Für den Betrag der elektrischen Feldstärke kann näherungsweise {\displaystyle \left|{\vec {E}}\right|={\frac {U}{l}}} wie bei einem Plattenkondensator verwendet werden.
Die magnetische Feldstärke auf der Mantelfläche ist die eines stromdurchflossenen Leiters, {\displaystyle \left|{\vec {H}}\right|={\frac {I}{2\pi R}}}.
Die Orientierung der elektrischen Feldstärke folgt der Länge des Zylinders, die magnetische Feldstärke dem Umfang. Sie stehen also immer senkrecht aufeinander und liegen in der betrachteten Fläche.
Der Betrag des Poynting-Vektors lautet 
{\displaystyle \left|{\vec {S}}\right|=\left|{\vec {E}}\times {\vec {H}}\right|={\frac {U\cdot I}{2\pi Rl}}}.
Die Richtung des Vektors zeigt in den Leiter hinein.
Integriert man den Poynting-Vektor über die Mantelfläche, erhält man die umgesetzte Leistung:
{\displaystyle P=\oint _{M}{\vec {S}}\cdot \mathrm {d} {\vec {A}}=-{\frac {U\cdot I}{2\pi Rl}}\cdot 2\pi Rl=-U\cdot I}.
Das negative Vorzeichen trägt der Orientierung einer geschlossenen Fläche Rechnung, die immer nach außen ist.
Die gleichen Betrachtungen kann man für eine Batterie durchführen. Wenn sie Strom und damit Energie abgibt, fließt in der Batterie der Strom gegen das Spannungsgefälle. Das Ergebnis unterscheidet sich in den obigen Formeln nur im Vorzeichen der Leistung. Hieran kann man den Energiestrom für einen einfachen Stromkreis aus Widerstand und Batterie so erklären: Die in der Batterie  gespeicherte chemische Energie treibt einen Strom gegen das Spannungsgefälle, daher wird elektromagnetische Energie in alle Raumrichtungen in die entstehenden elektrischen und magnetischen Felder abgegeben (nur nicht in die stromführenden Leitungen). Der Widerstand nimmt diese Energie aus dem umgebenden Raum auf und setzt sie dann z. B. in thermische Energie um. Solange in dem Stromkreis Strom fließt, ist die Batterie eine Quelle elektrischer Energie (die in den Feldern gespeichert ist), der Widerstand eine Senke.